# Matías Rodríguez Inciarte
Matías Rodríguez Inciarte (23 de março de 1948) é um político espanhol da União do Centro Democrático (UCD) que serviu como Ministro da Presidência de setembro de 1981 a dezembro de 1982.